# Potvora
Potvora, v anglickém originálu Fleabag, je britský komediální seriál, který vytvořila herečka Phoebe Waller-Bridge podle své stejnojmenné divadelní hry z roku 2013, kterou poprvé představila na divadelním festivalu Fringe Festival Edinburgh. Nápad na hlavní postavu seriálu získala z vlastního komediálního stand-upu.
Waller-Bridge ztvárnila i titulní hrdinku, svobodnou, ale naštvanou a zmatenou ženu v Londýně. Kromě Waller-Bridge se v seriálu objevili například Olivia Colmanová, Sian Clifford, Bill Paterson, Brett Gelman, Andrew Scott, Fiona Shaw nebo Kristin Scott Thomas. Hlavní postava často rozbíjí čtvrtou stěnu, když mluví o svém životě nebo promlouvá přímo k divákům. První řada seriálu měla premiéru dne 21. července 2016. Poslední díl druhé a zároveň poslední řady, se vysílal 8. dubna 2019.
Druhá řada seriálu získala 11 nominací na cenu Emmy a šest z nich i proměnila. Konkrétně na hlavním předávání cen Emmy proměnila 4 nominace v kategoriích nejlepší komediální seriál, nejlepší herečka v komediálním seriálu, nejlepší režie komediálního seriálu a nejlepší scénář komediálního seriálu. Během Kreativních cen Emmy (Creative Arts Emmy Awards) získala ceny pro nejlepší casting pro komediální seriál a nejlepší střih komediálního seriálu. Seriál též obdržel dva Zlaté glóby, a to pro nejlepší televizní seriál a pro nejlepší ženský herecký výkon v seriálu (muzikál nebo komedie), přesněji pro herečku Phoebe Waller-Bridge.
V České republice vysílal první řadu seriálu televizní kanál ČT art. První díl měl v Česku premiéru 6. dubna 2018, poslední díl první řady se vysílal 11. května 2018.

## Obsazení
| Phoebe Waller-Bridge | Potvora (Fleabag)                             |
| Sian Clifford        | Claire, sestra Potvory                        |
| Olivia Colmanová     | nevlastní matka Potvory a Claire              |
| Bill Paterson        | otec Potvory a Claire                         |
| Brett Gelman         | Martin, manžel Claire                         |
| Hugh Skinner         | Harry, bývalý přítel Potvory                  |
| Hugh Dennis          | bankovní úředník                              |
| Ben Aldridge         | kluk na zadky, jeden z Potvořiných milenců    |
| Jamie Demetriou      | kluk s předkusem, jeden z Potvořiných milenců |
| Jenny Rainsford      | Boo, zesnulá kamarádka Potvory                |
| Andrew Scott         | kněz, do něhož se Potvora zamiluje (2. řada)  |
| Fiona Shaw           | Potvořina poradkyně (2. řada)                 |
| Kristin Scott Thomas | Belinda, úspěšná podnikatelka (2. řada)       |
| Ray Fearon           | Potvořin misogynní právník (2. řada)          |
| Angus Imrie          | Jake, Martinův syn a Claiřin nevlastní syn    |
| Christian Hillborg   | Klare, Claiřin finský obchodní partner        |
| Jo Martin            | Pam, pracuje v kostele (2. řada)              |

## Seznam dílů

### První řada (2016)
| Č. v seriálu | Č. v řadě | Původní název | Režie          | Scénář               | Premiéra ve VB    |
| ------------ | --------- | ------------- | -------------- | -------------------- | ----------------- |
| 1            | 1         | Episode 1     | Tim Kirkby     | Phoebe Waller-Bridge | 21. července 2016 |
| 2            | 2         | Episode 2     | Harry Bradbeer | Phoebe Waller-Bridge | 28. července 2016 |
| 3            | 3         | Episode 3     | Harry Bradbeer | Phoebe Waller-Bridge | 4. srpna 2016     |
| 4            | 4         | Episode 4     | Harry Bradbeer | Phoebe Waller-Bridge | 11. srpna 2016    |
| 5            | 5         | Episode 5     | Harry Bradbeer | Phoebe Waller-Bridge | 18. srpna 2016    |
| 6            | 6         | Episode 6     | Harry Bradbeer | Phoebe Waller-Bridge | 25. srpna 2016    |

### Druhá řada (2019)
| Č. v seriálu | Č. v řadě | Původní název | Režie          | Scénář               | Premiéra ve VB  |
| ------------ | --------- | ------------- | -------------- | -------------------- | --------------- |
| 9            | 1         | Episode 1     | Harry Bradbeer | Phoebe Waller-Bridge | 4. března 2019  |
| 10           | 2         | Episode 2     | Harry Bradbeer | Phoebe Waller-Bridge | 11. března 2019 |
| 11           | 3         | Episode 3     | Harry Bradbeer | Phoebe Waller-Bridge | 18. března 2019 |
| 12           | 4         | Episode 4     | Harry Bradbeer | Phoebe Waller-Bridge | 25. března 2019 |
| 13           | 5         | Episode 5     | Harry Bradbeer | Phoebe Waller-Bridge | 1. dubna 2019   |
| 14           | 6         | Episode 6     | Harry Bradbeer | Phoebe Waller-Bridge | 8. dubna 2019   |